# Operacja Jericho
Operacja Jericho (Ramrod 564) – aliancki nalot przeprowadzony 18 lutego 1944 roku podczas II wojny światowej. Brytyjskie, nowozelandzkie i australijskie samoloty zbombardowały więzienie w Amiens w okupowanej przez Niemców Francji na bardzo niskiej wysokości, aby wybić dziury w murach więzienia, zabić niemieckich strażników i za pomocą fal uderzeniowych otworzyć drzwi cel. Członkowie francuskiego ruchu oporu czekali na zewnątrz, aby przejąć więźniów i przewieźć ich w bezpieczne miejsce.
Samoloty myśliwsko-bombowe de Havilland Mosquito wybiły dziury w murach i budynkach więziennych oraz zniszczyły baraki strażników. Spośród 832 więźniów 102 zginęło w wyniku bombardowania, 74 zostało rannych, a 258 uciekło, w tym 79 pojmanych członków ruchu oporu i więźniów politycznych; dwie trzecie zbiegów zostało później ponownie schwytanych.
Dwa Mosquito i myśliwiec eskortowy Hawker Typhoon zostały zestrzelone, a kolejny Typhoon zaginął na morzu. Operacja Jericho wyróżnia się w historii wojskowości precyzją i śmiałością ataku, który został sfilmowany przez kamerę na jednym z samolotów. Wciąż trwa debata na temat tego, kto zainicjował operację i czy była ona potrzebna.

## Tło

### Francuski opór
W 1943 roku wzrosło zainteresowanie zarówno aliantów jak i Niemców regionem Pas-de-Calais. Alianci chcieli uzyskać informacje o obronie Wału Atlantyckiego przed planowaną inwazją na kontynent europejski, aby utrzymać jak najwięcej jednostek niemieckich z dala od Normandii i obszaru operacji Bodyline oraz Crossbow wymierzonych przeciwko stanowiskom broni V pojawiającym się w tej okolicy. Niemcy z kolei pragnęli utrzymać przygotowania do odparcia alianckiej inwazji i włąsnej ofensywy odwetowej z użyciem latających bomb V-1 w jak najściślejszej tajemnicy. Płk Hermann Giskes był szefem Abwehry w Holandii, Belgii i północnej Francji oraz szefem operacji kontrwywiadowczej o kryptonimie Englandspiel. Lucien Pieri, właściciel sklepu w Amiens, był płatnym informatorem Gestapo od 1941 roku i do 1943 roku miał już sieć informatorów, którzy przeniknęli do wielu siatek ruchu oporu w północnej Francji. Gestapo i Abwehra były dzięki temu w stanie rozpracować wiele francuskich, brytyjskich i amerykańskich siatek szpiegowskich oraz sabotażowych w północnej i północno-zachodniej Francji.

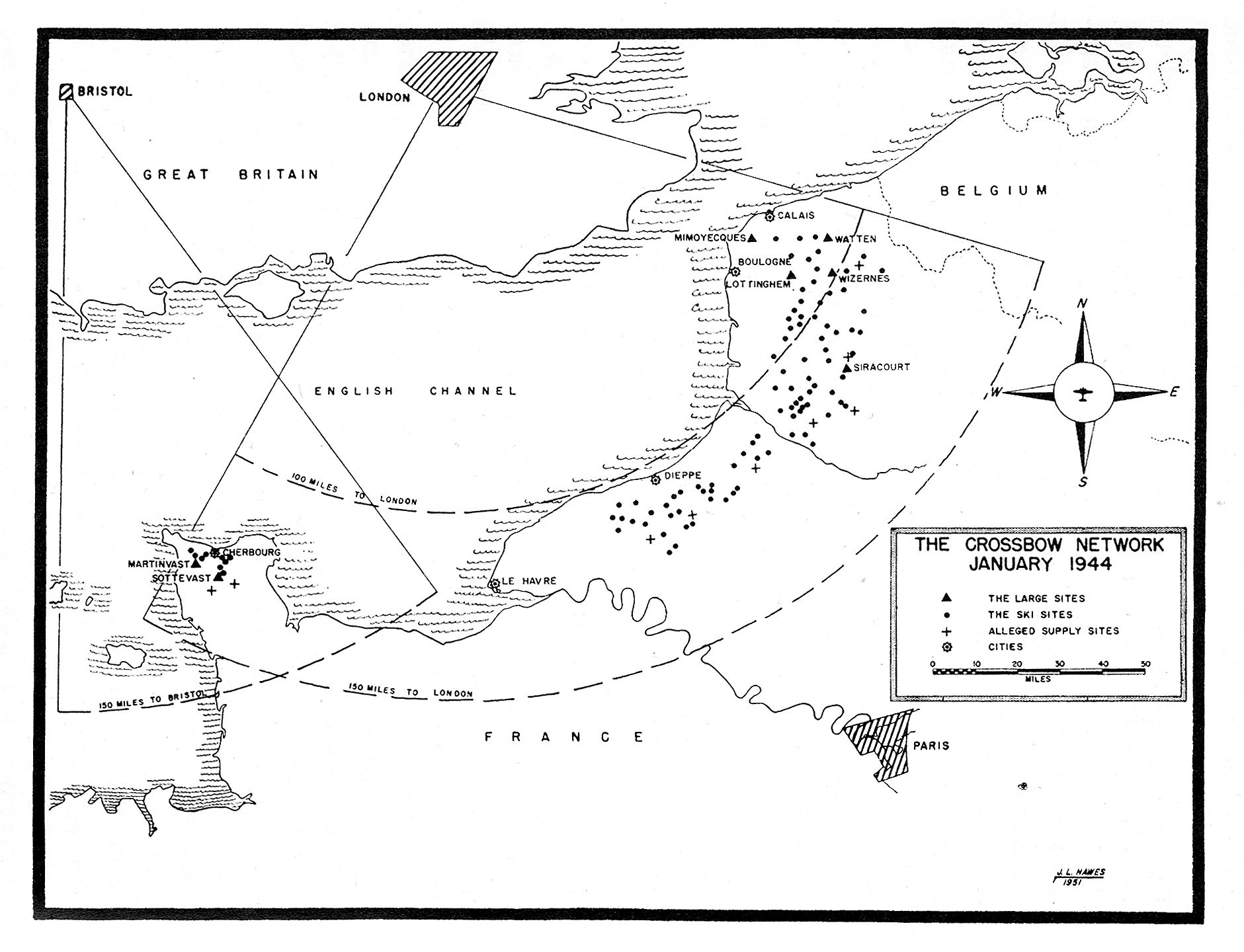
Mapa pokazująca miejsca startu V-1, 1944

Schwytanie członka ruchu oporu Rolanda Farjona, ważnej postaci w Organisation civile et militaire (OCM), pod koniec października 1943 roku zapoczątkowało serię masowych aresztowań członków podziemia należących do OCM, które twierdziło, że w jego działalność jest zaangażowanych 100 000 osób, w tym około 12 000 w regionie A (Amiens), a także ludzi z Alliance, Sosies i innych grup ruchu oporu przygotowujących się na oczekiwaną inwazję aliantów. Członkowie ruchu oporu pojmani w zimowej kampanii aresztowań Gestapo 1943–1944 w okolicach Amiens zostali uwięzieni w lokalnym więzieniu, gdzie w grudniu 1943 roku rozstrzelano dwunastu więźniów. 14 lutego 1944 roku aresztowano Raymonda Vivanta, sous-préfeta Abbeville i ostatniego przywódcę OCM, który pozostał jeszcze na wolności. Wcześniej Vivant stworzył system gromadzenia informacji wywiadowczych, w ramach którego członkowie podziemia zbierali informacje o obronie wybrzeża kanału La Manche i przekazywali je burmistrzom wsi, a ci następnie przekazywali je Vivantowi w celu dalszego przesłania do Londynu drogą bezprzewodową. Wraz ze stratą tak wielu przywódców ruchu oporu, Vivant dowiedział się zbyt wiele o planowanej inwazji i o tym, jak ruch oporu miał ją wspierać, w tym o planie reorganizacji ruchu oporu i jego dziesięciokrotnego rozszerzenia. Strata Vivanta sprawiła, że OCM i inne grupy ruchu oporu znalazły się na skraju rozbicia.
Wiadomość o pojmaniu Raymonda Vivanta została przemycona z więzienia w Amiens i przekazana do Anglii. Amerykańskie Biuro Służb Strategicznych (OSS) i brytyjska Tajna Służba Wywiadowcza (MI6) obawiały się, że Niemcy mogą odkryć jego tożsamość i wyciągnąć od niego na torturach wrażliwe informacje; szkody dla planów aliantów byłyby wtedy trudne do oszacowania. Do Londynu dotarła również wiadomość, że w więzieniu w Amiens przebywa dwóch amerykańskich szpiegów i brytyjski agent, z których dwóch najwyraźniej niedawno przybyło do Francji. William Donovan, szef OSS, zwrócił się z prośbą o misję ratunkową do Stewarta Menziesa, szefa MI6, która została następnie przekazana Gabinetowi Wojennemu. Gaullistowskie Bureau central de Renseignements et d'Action (BCRA) w Londynie zostało poproszone o wszelkie znane informacje na temat więzienia w Amiens, a specjaliści ds. ucieczek i ewakuacji z MI9 i MISX zaczęli zbierać informacje na potrzeby zorganizowania ucieczki. Londyn i Waszyngton za wszelką cenę chciały uwolnić lub w razie konieczności zabić Raymonda Vivanta w trakcie próby ucieczki.

### Więzienie w Amiens
Maurice Holville uzyskał pozwolenie na dostarczanie paczek do więzienia, rysowanie szkiców wewnętrznego układu więzienia oraz badanie zadań i zwyczajów strażników, które porównywał z planami skradzionymi z archiwów miejskich. Inny członek ruchu oporu badał zewnętrzne mury więzienia, udając, że całuje się ze swoją dziewczyną, ale ruch oporu nigdy nie odkrył prawdziwej grubości zewnętrznego muru ani tego, że jego kamienne bloki nie były wzmocnione zaprawą. Informacje ujawnione przez szpiegów zostały odczytane, po czym wiadomości zniszczono. Jeden zestaw grypsów zatrzymał przy sobie starszy członek grupy Sosie, a drugi zestaw został przekazany „Serge’owi”, aby ten dostarczył go dalej. Zbrojny atak na więzienie był możliwy, tak jak próbowano to zrobić w więzieniu w Saint-Quentin, chociaż tam został on odparty z ciężkimi stratami, a w innych więzieniach wzmożono środki bezpieczeństwa. „Serge” został aresztowany przez Milicję Francuską z dokumentami przy sobie i rozstrzelany; po tym wydarzeniu Gestapo wzmocniło ochronę więzienia w Amiens o kolejnych 80 strażników i utworzyło na dziedzińcu stałe stanowisko karabinu maszynowego, co sprawiało, że atak naziemny w tych warunkach byłby praktycznie samobójstwem.
Zdjęcia rozpoznawcze więzienia pokazały, że budynek A, główny gmach więzienia, miał kształt krzyża i 130 m długości wzdłuż północnej strony, 120 m po stronie południowej, równolegle do głównej drogi, 99 m po stronie wschodniej i 96 m długości po stronie zachodniej. Wysokość budynku przy okapie wynosiła 15 m, a kalenica dachu znajdowała się na wysokości 19 m. W pobliżu kompleksu nie było widać żadnych innych stanowisk karabinów maszynowych. Teren więzienia był otoczony murem o wysokości 3,4 m z ogrodzonymi dziedzińcami, aby oddzielić od siebie więźniów podczas ćwiczeń. Raporty wywiadowcze umieszczały kwatery niemieckich strażników na krótszych bokach krzyża, narysowane na szkicu otrzymanym od ruchu oporu. Jadalnia strażników znajdowała się w kwaterach na jednym końcu, a pokój wartowników na drugim. Strażnicy jedli obiad w południe, a wielu więźniów jadło o tej samej porze w centralnej sali więzienia. Za terenem więzienia, 73 m na północ znajdował się rów w pobliżu skrzyżowania dróg. Budynek B na fotografiach wydawał się być małym osiedlem dwupiętrowych domów w zabudowie bliźniaczej z dachami dwuspadowymi, uważanych za prywatne mieszkania; budynek C był oznaczony jako Hospice St Victor. Atakujący musieliby przebić się przez mury więzienia i uderzyć w każdy koniec głównego budynku, aby wysadzić szczyty. Wstrząs spowodowany eksplozjami powinien otworzyć drzwi cel bez niszczenia budynku i strat wśród więźniów.

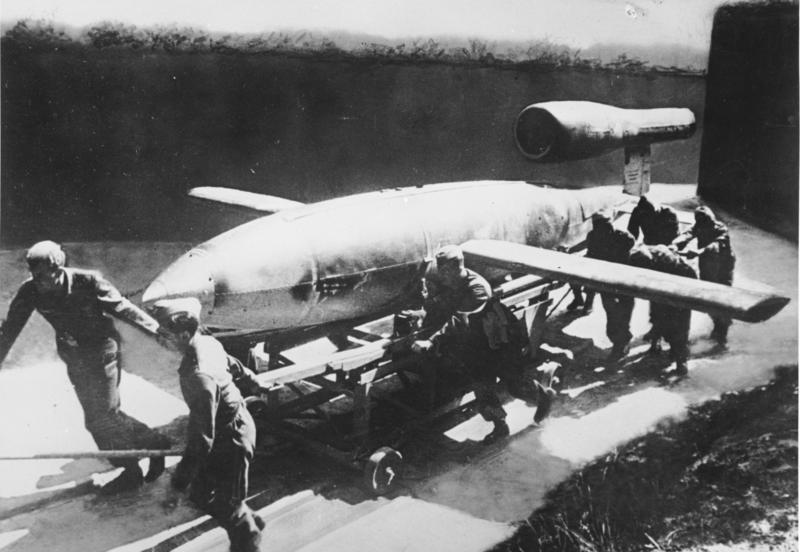
Niemieccy żołnierze przenoszący latającą bombę V-1

Misja ratunkowa została uznana za niezbędną, aby zapewnić pojmanych członków ruchu oporu, że nie zostali porzuceni, wzmocnić morale ocalałych z niedawnych łapanek uciekinierów i zrekrutować do konspiracji zwykłych więźniów kryminalnych. Matka dwóch uwięzionych członków ruchu oporu sama została aresztowana i dzięki temu była w stanie przekazać więźniom instrukcje, aby ci się położyli, jeśli nad ich głowami pojawi się samolot i byli gotowi na próbę ucieczki. Ruch oporu oszacował, że w więzieniu przebywało około 700 więźniów, ale błędnie określił liczbę „politycznych”; takich więźniów zwykle umieszczano w niemieckiej części więzienia, gdzie przetrzymywano około 100 mężczyzn i kobiet. Zwykłych więźniów przetrzymywano w sekcjach karnych, w tak przepełnionych celach, że w niektórych z nich ośmiu więźniów na raz kładło się spać, a reszta stała, aż nadeszła ich kolej. Niemcy umieścili niektórych więźniów „politycznych” razem ze zwykłymi przestępcami z powodu braku miejsca, a niektórzy przestępcy byli w rzeczywistości „politycznymi” aresztowanymi za przestępstwa, którzy pozostawali incognito. Gestapo i Milicja Francuska notorycznie przetrzymywały ludzi w więzieniu przez tygodnie, zanim poinformowały o tym francuskie władze sądownicze, które również tworzyły mylące statystyki; liczba więźniów wewnętrznych 18 lutego wynosiła 832, w tym 180 przetrzymywanych w niemieckiej sekcji. Trzech Brytyjczyków, Amerykanina i belgijskiego agenta przetrzymywano w odosobnieniu, a trzech Amerykanów, których schwytano w cywilnych ubraniach i którzy twierdzili, że byli członkami załogi zestrzelonego samolotu, więziono jako podejrzanych agentów, a nie jeńców wojennych. 19 lutego 26 mężczyzn i trzy kobiety uwięzione wraz z przestępcami oraz kilku więźniów z niemieckiej sekcji miało zostać rozstrzelanych na rozkaz Trybunału w Amiens.

## Preludium

### Plan terenu

Dolina rzeki Sommy i przyległe tereny, Amiens w centrum

W tygodniu poprzedzającym nalot ruch oporu miał około 100 członków przeznaczonych do akcji poza więzieniem i około 16 więźniów wtajemniczonych w plan ucieczki. 12 czujek umieszczono w domach w pobliżu więzienia, a kilku biegle mówiących po niemiecku ubrano w mundury SS z oznaczeniami uzgodnionymi z innymi członkami ruchu oporu. W okolicy znajdowało się dziesięć ciężarówek i kilka samochodów gotowych do ewakuacji więźniów, a także rowery ukryte w okolicznych domach i sklepach. Ruch oporu miał ukrytych w pobliżu kilka zespołów uzbrojonych w pistolety maszynowe Sten, pistolety i granaty ręczne, gotowych do wtargnięcia przez mury więzienia, gdy więźniowie wybiegną.
Sojusznicy zrzucili na spadochronach dodatkową broń i amunicję, aby ruch oporu mógł uzbroić zbiegłych więźniów. Zebrano odzież męską i damską, a tłumacz ukradł dowody osobiste in blanco, przepustki i pieczątki urzędowe. Ruch oporu wymyślił fałszywe tożsamości dla zbiegów; przygotowano dla nich bezpieczne kryjówki w Amiens i daleko poza nim, w miastach takich jak Arras i Abbeville. Francuski strażnik więzienny sympatyzujący z ruchem oporu zgodził się na wybadanie postawy innych strażników, a więzień kryminalny przygotował master key, zrobił kopię i umówił się ze strażnikiem, aby go wypróbować, pokrył czarnym woskiem świecy w celu dokonania drobnych poprawek, a następnie powielił. Jako środek ostrożności poproszono jednego więźnia, aby przed ucieczką włamał się do biur administracji i zniszczył dokumentację na temat więźniów.

### Plan ataku
Realizacja operacji Jericho (Ramrod 564) została przydzielona 140 Skrzydłu należącemu do RAF 2nd Tactical Air Force. W nalocie brało udział 18 samolotów de Havilland Mosquito FB Mk VI, sześć z 487 Dywizjonu RNZAF (Wing Commander Irving „Black” Smith), sześć z 464 Dywizjonu RAAF (Wing Commander Bob Iredale) i sześć Mosquito z 21 Dywizjonu (Wing Commander Ivor G. E. „Daddy” Dale). Lotnicy mieli rozkaz kontynuować akcję nawet w wypadku niepowodzenia planu i zbombardować więzienie, zabijając więźniów. Na potrzeby Royal Air Force Film Production Unit (FPU) wysłano samolot fotograficzny (PR) Mosquito, aby sfilmować akcję. Nalot wstępnie zaplanowano na 17 lutego; Mosquito miały przybyć nad więzienie punktualnie w południe, aby zastać strażników na obiedzie, po czym miała ich zbombardować druga fala. Plan został ujawniony ruchowi oporu, aby ostrzec członków podziemia w więzieniu i zorganizować czekających na zewnątrz wspólników.
Air Vice-Marshal Basil Embry, dowódca 2 Grupy, zamierzał poprowadzić nalot, ale został zmuszony do zrezygnowania z udziału w operacji, ponieważ był zaangażowany w planowanie inwazji na Normandię. Dowódcą misji został zatem Group Captain Charles Pickard, dowódca 140 Skrzydła. Każdy dywizjon Mosquito miał mieć eskortę złożoną z jednego dywizjonu Hawker Typhoon, 174 Dywizjonu i 245 Dywizjonu z RAF Westhampnett oraz dywizjonu dostarczonego przez Air Defence of Great Britain (część dowództwa myśliwskiego nieprzekazana 2nd Tactical Air Force) z RAF Manston.
Na podstawie zdjęć lotniczych i raportów przesłanych z Francji zbudowano gipsowy model więzienia, co było powszechną praktyką w planowaniu operacji RAF-u. Model pokazywał, jak więzienie ma wyglądać z odległości 6,4 km na wysokości 460 m; atakowanie na tak niskiej wysokości wymagało starannego wyczucia czasu, aby uniknąć kolizji. Ładunek bomb dla Mosquito składał się z dwóch 230-kilogramowych bomb przeciwpancernych (SAP) na zewnętrzne mury i dwóch 230-kilogramowych bomb średniej pojemności (MC) na wewnętrzne mury, wszystkie odpalane z 11-sekundowym opóźnieniem. Pierwsza sekcja trzech samolotów z 487 Dywizjonu miała zbombardować wschodni mur o godzinie 12:00 na niskiej wysokości, wykorzystując główną drogę jako wskazówkę prowadzącą do celu, a pozostałe trzy miały wykonać atak w kierunku północ-południe na północny mur po eksplozji pierwszych bomb. Pierwsza sekcja 464 Dywizjonu RAAF miała zaatakować południowo-wschodni kraniec głównego budynku trzy minuty później, a druga sekcja miała zaatakować jego północno-zachodni kraniec.
Dwie sekcje 21 Dywizjonu, będące w rezerwie, otrzymały rozkaz zaatakowania więzienia dziesięć minut później, jedna ze wschodu, a druga z północy, gdyby pierwszy atak nie trafił więzienia i nie zabił strażników; jeśli nie byłoby to konieczne, Pickard miał nadać komunikat „Red, Daddy, Red” dla 21 Dywizjonu, aby pozostałe Mosquito zawróciły ze swoimi bombami do bazy. Pogoda pogorszyła się po 10 lutego, z niskimi chmurami i śniegiem w całej Europie; Hunsdon pokrył głęboki śnieg, gęste chmury i zamiecie śnieżne. 16 lutego wprowadzono surowe środki ostrożności i bazę zamknięto. Funkcjonariusze służb bezpieczeństwa stacjonowali w bazie, a także mieszali się z tłumem w pobliskich pubach i kawiarniach, podsłuchiwali rozmowy telefoniczne i cenzurowali pocztę. Jeden z nawigatorów zadzwonił przed akcją do swojej dziewczyny i wspomniał o „szczególnych okolicznościach”, co doprowadziło do tego, że cała załoga została zrugana przez Pickarda za ujawnienie tajnych informacji. Gęste chmury i zamiecie śnieżne utrzymywały się 17 lutego i wymusiły przełożenie operacji. Zaktualizowane prognozy pogody zwykle pojawiały się po południu; poza ryzykiem oblodzenia sugerowały one, że pogoda nad Francją może się poprawić następnego dnia.

### Odprawa
18 lutego dziewiętnaście wybranych załóg obudziło się i zobaczyło, że RAF Hunsdon jest nadal pokryty śniegiem, niskimi chmurami i zamieciami śnieżnymi, ale nie można było dłużej odwlekać akcji. Bardziej sprzyjająca prognoza pogody doprowadziła do decyzji o podjęciu ryzyka i przygotowaniu do lotu 18 bombowców Mosquito oraz PR Mosquito „O-Orange”. Załogi zostały obudzone o 6:00 dźwiękiem testowanych silników Merlin; odprawa odbyła się o 8:00, a każdy lotnik został poddany kontroli tożsamości, gdy wchodził do sali odpraw. Za stole leżało duże pudełko z modelem celu. Pickard, Embry i oficer nawigacji skrzydła Edward (Ted) Sismore weszli do pokoju. Pickard zabrał głos jako pierwszy, wyjaśniając niezwykłą naturę operacji Ramrod 564.

Szczegółów tej misji wysłuchaliśmy ze sporym wzruszeniem [...] Po czterech latach wojny, podczas których robiliśmy wszystko, co możliwe, aby pozbawić kogoś życia, tutaj mieliśmy użyć naszych umiejętności, aby je uratować. To było wspaniałe uczucie i każdy pilot opuścił salę odpraw przygotowany, aby wlecieć w te mury, jeśli nie zdąży ich zburzyć. Nie było w tym wszystkim nic szczególnie niezwykłego jako w locie bojowym, ale ze względu na ten aspekt ratowania życia miał to być jeden z wielkich momentów w naszym życiu.

Cztery 230-kilogramowe bomby MC ładowane do Mosquito FB.VI z 464 Dywizjonu na RAF Hunsdon

Załogi poświęciły czas na przestudiowanie trasy i modelu więzienia; przed południem przygotowania były zakończone, a Mosquito ustawiły się w szeregu zgodnie z kolejnością startu; niewiele załóg latało wcześniej przy takiej pogodzie. Pickard w samolocie o nazwie własnej „F-Freddie” miał lecieć z tyłu drugiej fali, aby ocenić szkody i w razie potrzeby wezwać 21 Dywizjon. Jeśli Pickard nie byłby w stanie wysłać sygnału „Red, Daddy, Red”, załoga „O-Orange”, Mosquito FPU, miała go nadać zamiast niego. Spotkanie z Typhoonami miało miejsce nad Littlehampton. Dwa dywizjony Typhoonów w RAF Westhampnett zostały szybko poinformowane o misji o 10:55 i rozpoczęły starty o 11:10 bez dodatkowych zbiorników paliwa. W RAF Manston pogoda była tak zła, że dowódca stacji ADGB odmówił zezwolenia na starty. Zamiast nich wysłano więc kilka Typhoonów z 198 Dywizjonu, ale te nie dotarły do Amiens, dopóki wszystkie samoloty biorące udział w akcji oprócz Mosquito FPU nie odleciały już do domu.

## Atak

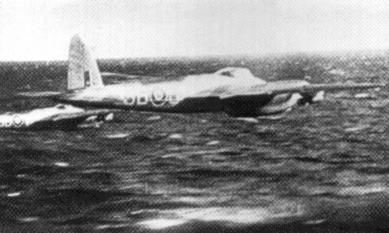
Mosquito SB-U i SB-V z 464 Dywizjonu przelatujące na kanałem La Manche w kierunku Amiens

Mosquito wystartowały po kolei, znikając we mgle i padającym śniegu; Smith prowadził zespół z sześcioma Mosquito z 487 Dywizjonu.

18 samolotów wystartowało szybko, jeden po drugim, około 11 rano – mieliśmy dotrzeć do więzienia, gdy strażnicy będą na obiedzie. Kiedy osiągnąłem wysokość 100 stóp, nie widziałem nic poza szarą, gęstą mgłą i śniegiem oraz deszczem uderzającymi o szybę z pleksiglasu. Nie było żadnej nadziei na ustawienie się w szyku ani na pozostanie w nim, więc skierowałem się prosto na wybrzeże kanału La Manche. Dwie mile od wybrzeża pogoda była krystalicznie czysta i minęło zaledwie kilka minut, zanim znaleźliśmy się nad Francją.

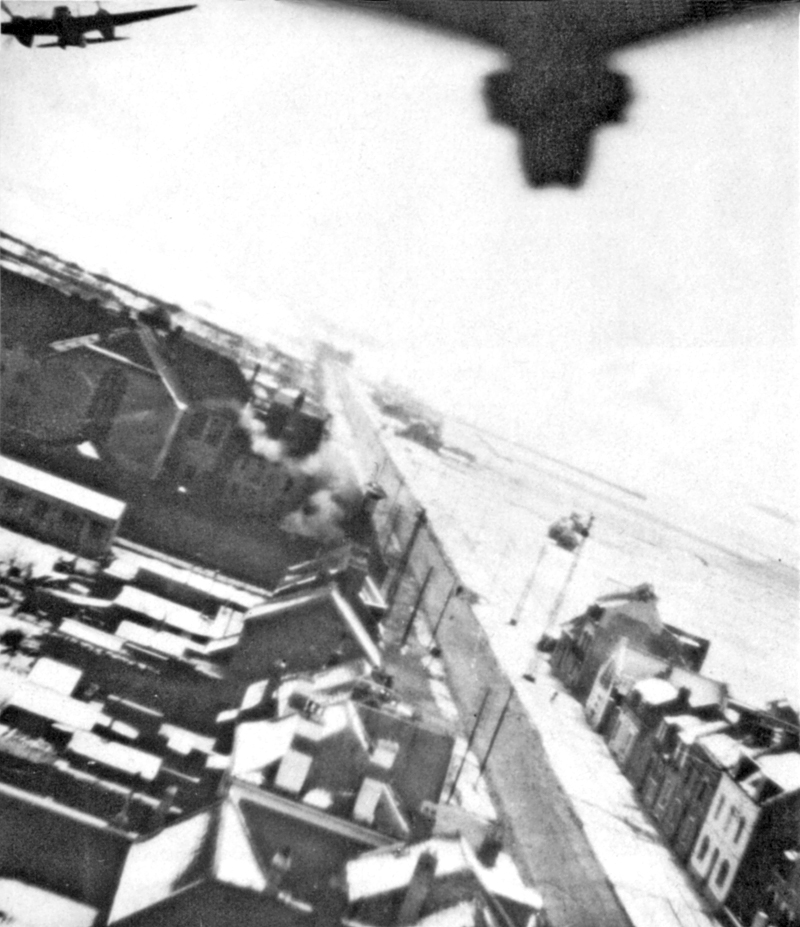
Mosquito z 487 Dywizjonu nad więzieniem w Amiens w momencie ataku

Pogoda nad RAF Westhampnett była nieco lepsza niż nad Manston i wystartowało stamtąd osiem Typhoonów z 174 Dywizjonu, a następnie osiem z 245 Dywizjonu. Spotkanie w Littlehampton nie powiodło się z powodu złej pogody, ale nad kanałem La Manche 174 Dywizjon spotkał cztery Mosquito z drugiej fali, do których dołączyły kolejne cztery w połowie drogi przez kanał. Typhoony z 245 Dywizjonu znalazły kolejne trzy Mosquito, ostatnie z trzeciej fali i po dwa Mosquito z 464 i 21 Dywizjonu, które wleciały w chmury śnieżne i wróciły do bazy.
Flight Lieutenant Hanafin w EG-Q doznał pożaru silnika w drodze do celu i musiał wyłączyć silnik, co zgasiło ogień. Hanafinowi udało się dotrzymać kroku formacji przez jakiś czas, ale ostatecznie zwolnił i ponownie uruchomił uszkodzony silnik, aby dogonić kolegów. Silnik zapalił się ponownie, a Hanafin musiał zrzucić bomby i zawrócić około 19 km przed celem. EG-Q został trafiony dwukrotnie przez działa przeciwlotnicze, których pociski zraniły Hanafina w szyję i sparaliżowały prawą stronę jego ciała; odczuwał taki ból, że nawigator podał mu zastrzyk z morfiny. Hanafin przeleciał z powrotem przez śnieżycę i udało mu się wylądować EG-Q na lotnisku w Sussex. Pozostałe Mosquito poleciały dalej i zobaczyły Fw 190 kołujące na lotnisku w Glisy, niedaleko Amiens.
Te Typhoony, które znalazły Mosquito, kontynuowały lot do celu i leciały w defensywnym kręgu pod chmurami na wysokości około 300 m. Fw 190 ukryły się w chmurze, zanurkowały w stronę atakujących i wleciały z powrotem w chmurę.

Nigdy nie zapomnę tej drogi – długiej i prostej, pokrytej śniegiem. Była usiana wysokimi topolami, a my lecieliśmy tak nisko, że musiałem trzymać samolot pod kątem, aby nie uderzyć skrzydłami w czubki drzew [...] Topole nagle zniknęły, a tam, milę dalej, był cel. Wyglądał dokładnie jak model, a w ciągu kilku sekund byliśmy prawie na nim.

O 12:01 Mosquito dotarły do celu, trzy z samolotów 487 Dywizjonu celowały w wschodnie i północne mury więzienia. Mosquito z 464 Dywizjonu były zbyt blisko z tyłu i musiały krążyć, podczas gdy pierwsze bomby wybuchały już na zewnętrznych murach. Wschodni mur wydawał się nienaruszony do 12:06, kiedy dwa samoloty z 464 Dywizjonu zaatakowały go z wysokości 15 m ośmioma bombami o wadze 230 kg, ale obserwatorzy nie zauważyli żadnych uszkodzeń więzienia. Jednocześnie dwa Mosquito z 464 Dywizjonu zbombardowały główny budynek z wysokości 30 m, również ośmioma bombami 230-kilogramowymi. Trafienie w wartownię zabiło lub raniło jej załogę, również wielu więźniów zostało zabitych lub rannych, jednak pozostali mogli rozpocząć ucieczkę. Pickard, krążąc na wysokości 150 m, zobaczył uciekających więźniów i dał znak 21 Dywizjonowi, aby wracał do bazy. Gdy Mosquito zawróciły do domu, Fw 190 z 7./Jagdgeschwader 26 (JG 26) zaatakowały ich, lecz zostały związane walką przez eskortę Typhoonów. Gdy około 6,4 km na północ od Amiens Flying Officer J. E. Renaud, lecąc na niskiej wysokości w swoim Typhoonie z 174 Dywizjonu, usłyszał głośny huk; silnik zatrzymał się, a on sam awaryjnie wylądował w Poulainville i został wzięty do niewoli.

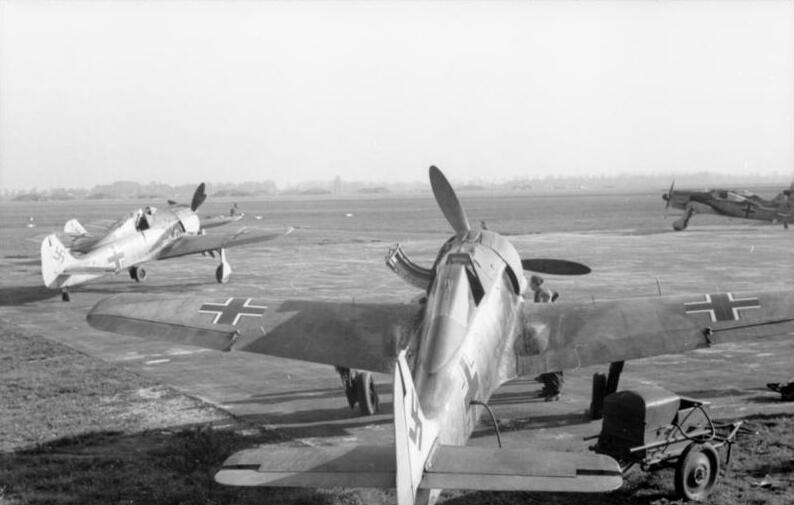
Fw 190 A-0 lub A-1 we Francji

Renaud myślał, że został trafiony przez niemieckie działa przeciwlotnicze, ale to por. Waldemar Radener, pilot Fw 190, zdołał usiąść mu na ogonie i zestrzelić go, odnosząc swoje dwunaste zwycięstwo. Squadron Leader A. I. McRitchie, pilot Mosquito SB-T, został trafiony przez obronę przeciwlotniczą w pobliżu Albert i awaryjnie wylądował; McRitchie został ranny przy uderzeniu o ziemię i odkrył, że jego nawigator, Flight Lieutenant R. W. Sampson, nie żyje. W pobliżu Amiens Mosquito EG-T z 487 Dywizjonu został trafiony przez obronę przeciwlotniczą, której pociski raniły pilota, Flying Officera M. N. Sparksa i uszkodziła lewy silnik; Sparks wyłączył silnik i zdołał dotrzeć do Anglii, lądując na jednym silniku w RAF Ford. Pickard zatrzymał się zbyt długo nad celem i gdy zawrócił w stronę bazy, jego Mosquito został zaatakowany przez Fw 190 sierż. Wilhelma Mayera, który odstrzelił mu ogon; Pickard i jego nawigator, Flight Lieutenant John Broadley zginęli w katastrofie pod Saint-Gratien, 13 km na północ od Amiens.
Około 10 minut później Mayer uszkodził Mosquito z 487 Dywizjonu, zgłaszając prawdopodobne zestrzelenie. Gdy Mosquito FPU wykonał trzy fotograficzne przeloty nad więzieniem, zanim zawrócił w stronę Anglii, dwa Typhoony z 174 Dywizjonu patrolowały obszar. Flying Officer „Junior” Markby lecący w Typhoonie XP-A powiedział później, że był zadowolony, iż Mosquito były lepiej wyposażone do nawigacji w złej pogodzie, ponieważ Typhoony miały zbyt mało paliwa, aby krążyć szukając dobrej drogi.

### 21 lutego
21 lutego cztery Typhoony z 247 Dywizjonu osłaniały dwa PR Mosquito wysłane w celu sfotografowania więzienia po nalocie. Samoloty spotkały się z intensywnym ogniem przeciwlotniczym podczas przelatywania nad wybrzeżem, najgorszym, z jakim kiedykolwiek spotkał się 247 Dywizjon. Flight Lieutenant C.E. Brayshaw, dowódca eskadry A, został trafiony i zawrócił z uszkodzonym silnikiem, ale części usterzenia (ogona) oderwały się, a Typhoon spadł z wysokości 210 m do morza u wybrzeży Cabourga, pilot zginął; dwa inne Typhoony zostały uszkodzone, a jeden pilot ranny.

## Następstwa

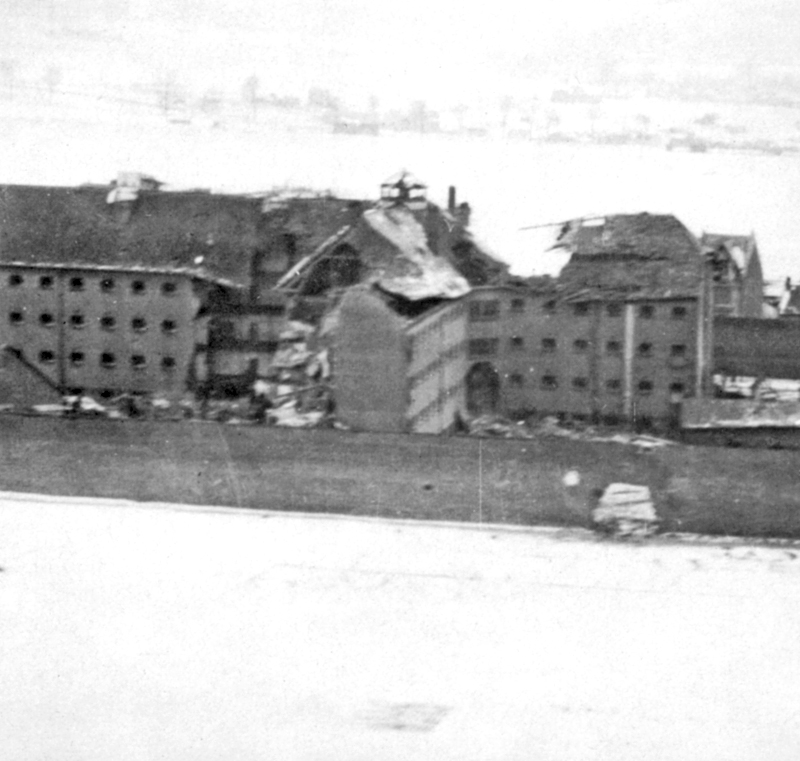
Zdjęcie zrobione dwa dni po nalocie pokazuje uszkodzenia więzienia, w tym dziurę w murze zewnętrznym (po prawej)

Spośród 832 więźniów, 255 uciekło, z czego połowa miała być później pojmana i rozstrzelana; wielu zbiegów zostało zastrzelonych przez strażników, gdy uciekali z więzienia, a 182 zostało złapanych wkrótce potem. Więzieni członkowie ruchu oporu, którym udało się uciec, pomogli później zdemaskować ponad sześćdziesięciu agentów Gestapo i informatorów, co poważnie zakłóciło niemieckie działania kontrwywiadowcze we Francji. Więźniowie kryminalni, którzy nie zostali złapani ani nie poddali się, zostali nieformalnie ułaskawieni przez francuską policję i pozostawieni w spokoju. Pickard i Broadley zostali zgłoszeni jako zaginieni, a pozostali lotnicy w RAF Hunsdon otrzymali polecenie zachowania ciszy na wypadek, gdyby przeżyli, „lecz niedługo potem usłyszeliśmy wiadomość, że on [Pickard] nie żyje” (Flight Lieutenant Les Bulmer, 21 Dywizjon). Dopiero we wrześniu 1944 roku oficjalnie ogłoszono, że Pickard i Broadley zginęli w akcji. W marcu 1944 roku Ponchardier nadał komunikat:

Dziękuję w imieniu naszych towarzyszy za zbombardowanie więzienia. Nie udało nam się uratować wszystkich. Dzięki podziwu godnej precyzji ataku pierwsza bomba wysadziła niemal wszystkie drzwi, a 150 więźniów uciekło z pomocą ludności cywilnej. Dwunastu z nich miało zostać rozstrzelanych 19 lutego. Ponadto 37 więźniów zostało zabitych; niektórzy z nich przez niemieckie karabiny maszynowe. Zginęło również pięćdziesięciu Niemców

### Kontrowersje
Okoliczności związane z prośbą o misję ratunkową i prawdziwy cel operacji nadal są tajne. Podczas gdy na ogół twierdzi się, że prośba ta wyszła od francuskiego ruchu oporu, którego członkowie w więzieniu mieli zostać straceni, tak powojenne dochodzenie RAF-u wykazało, że przywódcy ruchu oporu nie wiedzieli o nalocie, dopóki RAF nie zażądał od nich planu więzienia. Bombardowanie umożliwiło ucieczkę 258 więźniom; kilkudziesięciu niemieckich strażników zostało zabitych wraz ze 102 więźniami, a wielu zbiegów zostało później ponownie schwytanych. W ściśle tajnym liście z marca 1944 roku do Menziesa dziękowano RAF-owi za nalot. Kiedy szef francuskiej sekcji SOE, Maurice Buckmaster, został skonfrontowany z listem podpisanym przez „C”, oświadczył, że nigdy go nie widział i że nie prosił o żaden nalot oraz nie wie, kto to zrobił. W telewizyjnym dokumencie BBC z 2011 roku na temat operacji Jericho spekulowano, że nalot mógł mieć na celu odwrócenie uwagi niemieckiego wywiadu wojskowego od Normandii, gdzie wkrótce miała się rozpocząć aliancka inwazja na Francję.

## Upamiętnienie
Na terenie więzienia umieszczono pamiątkową płytę poświęconą ofiarom ataku, a na lotnisku Hunsdon, w dawnej bazie Mosquito znajduje się pomnik uczestniczących w nim lotników. W 60. rocznicę nalotu w 2004 roku myśliwiec Supermarine Spitfire z czasów II wojny światowej wykonał pamiątkowy przelot nad więzieniem; była to inna maszyna niż te uczestniczące w nalocie, ponieważ żaden z zachowanych w tamtym momencie Mosquito nie był już zdolny do lotu.